# 羅伯茲穹丘
71°27′S 3°15′W / 71.450°S 3.250°W
羅伯茲穹丘（英語：Roberts Knoll）是南極洲的穹丘，位於毛德皇后地的瑪塔公主海岸，處於席特冰川終點東面，挪威製圖師根據探險隊的測量和空中照片繪入地圖。